# 山田エリヤス
山田 エリヤス（やまだ エリヤス、1994年7月13日 - ）は、日本の元子役である。静岡県出身。スターダストプロモーションに所属していた。

## 出演

### テレビドラマ
- ワンダフルライフ（2004年、フジテレビ）サッカー少年 役
- 夕陽ヶ丘の探偵団 第1話（2007年、NHK教育テレビ）

### バラエティ
- おはスタ（2005年、テレビ東京）おはキッズ

### 映画
- 夏美のなつ〜いちばんきれいな夕日〜（2006年）健太 役

### CM
- トヨタ ポルテ
- ハナヤマ ロックマンカタン
- 森永製菓 小枝はちみつ（2007年）

### スチル
- ジェネレーション・タイムズ 創刊号表紙
- トヨタ ポルテ
- 伊勢丹 秋の子ども服ファッションカタログ
- ニッセン なかよし共和国
- セシール キッズ・セシール
- キッズスタイル